# Shōhei Imamura
Shōhei Imamura (jap. 今村 昌平 Imamura Shōhei; ur. 15 września 1926 w Tokio; zm. 30 maja 2006 w Tokio) – japoński reżyser i scenarzysta filmowy, uważany za jednego z najważniejszych i najbardziej rozpoznawalnych twórców filmowych w historii japońskiego kina. Imamura był jedynym japońskim reżyserem, który zdobył dwie Złote Palmy na MFF w Cannes.
Jego najstarszy syn, Daisuke Tengan, jest również scenarzystą filmowym i reżyserem. Współpracował z ojcem przy Węgorzu (1997), Doktorze Akagi (1998) i 11.09.01 (2002).

## Młodość i edukacja
Mimo że Imamura dorastał w zamożnej rodzinie lekarskiej, przynależącej do wyższej klasy średniej, wojna sprawiła, że szybko poznał biedniejszą część społeczeństwa. Przez krótki czas po 1945 r. zarabiał, sprzedając na czarnym rynku papierosy i alkohol. Odbiciem tego okresu życia reżysera jest tematyka większości jego filmów, skupiająca się na niższych warstwach japońskiego społeczeństwa. Imamura studiował historię Zachodu na Uniwersytecie Waseda, ale więcej czasu poświęcał na swoją aktywność polityczną i teatralną. W wywiadach wymieniał film Rashōmon (1950) Akiry Kurosawy jako wczesną inspirację.

## Wczesna kariera
Po ukończeniu studiów w 1951 roku Imamura zaczął pracę w zawodzie jako asystent reżysera Yasujirō Ozu w studiach filmowych wytwórni Shōchiku przy tak klasycznych filmach jak Wczesne lato (1951), Smak ryżu z zieloną herbatą (1952) i Tokijska opowieść (1953). Imamura nie był jednak usatysfakcjonowany wygładzonym i uproszczonym sposobem portretowania japońskiego społeczeństwa przez Ozu.

## Nikkatsu
Imamura opuścił Shōchiku w 1954 r. dla lepszej płacy w Nikkatsu, gdzie nakręcił swój pierwszy film Skradzione pożądanie w 1958 r. W tej opowieści o wędrującej trupie aktorów Imamura poruszył tematy, które miały powracać w jego późniejszej twórczości, co nie spotkało się jednak z uznaniem Nikkatsu. Wytwórnia zmusiła Imamurę do nakręcenia kilku łagodniejszych w wymowie filmów: Nishi-Ginza eki-mae, Bezkresne pożądanie i Pamiętnik Sueko, najmniej cenionych przez samego reżysera.
Dopiero film z 1961 r. Wieprze i okręty pozwolił reżyserowi na pełnię artystycznej ekspresji. Zszokowani producenci odsunęli Imamurę na dwa lata od projektów filmowych, reżyser spotkał się również z zarzutem grania na antyamerykańskich resentymentach. Następne filmy Imamury, Kobieta owad (1963) i Nieczyste pożądanie (1964), dowiodły jednak konsekwencji artystycznej drogi tokijskiego reżysera. Te trzy filmy umocniły pozycję Imamury w środowisku filmowym i zapewniły mu opinię jednego z czołowych przedstawicieli japońskiej Nowej Fali.
Aby zapewnić sobie jeszcze większe pole artystycznego wyrazu, Imamura założył w 1965 r. własną wytwórnię filmową – Imamura Productions. Pierwszą jej produkcją była adaptacja powieści Akiyuki Nosakiego pt. Pornograf (1966). Następnym posunięciem Imamury było nakręcenie dokumentu Zniknął człowiek (1967).
Głębokie pożądanie bogów (1968) było jednym z najambitniejszych i najkosztowniejszych przedsięwzięć reżysera. Opowiedział on w nim o starciu tradycji i nowoczesności w realiach położonej na południu Japonii wyspy. Niestety, artystyczny sukces w tym przypadku nie znalazł odbicia w przychodach z dystrybucji, w związku z czym przez kolejnych kilka lat Imamura zmuszony był poważnie ograniczyć budżet swoich produkcji.

## Lata 70.
Historia powojennej Japonii opowiedziana przez barmankę (1970) i Wojenne prostytutki (1975) mimo niskiego budżetu spotkały się z dużym zainteresowaniem. Oba dokumenty koncentrowały się na tej samej, ulubionej przez reżysera tematyce: silnych kobiet i ich walce o przetrwanie na obrzeżach społeczeństwa. Z kolei film Wyrok należy do nas (1979) był opartą na faktach opowieścią o seryjnym mordercy.
W 1975 r. Imamura założył Yokohama Vocational School of Broadcast and Film (Yokohama Hōsō Eiga Senmon Gakkō). Jednym z najsłynniejszych absolwentów tej uczelni jest Takashi Miike, który karierę rozpoczął od asystowania mistrzowi przy jego filmie Alfons (1987). Innym uczniem Imamury jest koreański reżyser Hwang Byung-guk.

## Lata 80.
Następne dwa filmy Imamury były remake'ami. Kanwą filmu Co za radość (1981) był film Yūzō Kawashimy z 1957 r. Natomiast Ballada o Narayamie (1983) opowiedziana została po raz pierwszy przez Keisuke Kinoshitę w 1958 r. Za Balladę o Narayamie Imamura otrzymał Złotą Palmę na 36. MFF w Cannes. Czarny deszcz (1989) poruszał tematykę ofiar bombardowania Hiroshimy, a scenariusz oparty był na powieści Masuji Ibuse.

## Lata 90.
Węgorz (1997) był pierwszym filmem Imamury po ośmioletniej przerwie i nie zawiódł oczekiwań: ascetyczna opowieść o zazdrości i zbrodni zapewniła reżyserowi drugą Złotą Palmę na jubileuszowym 50. MFF w Cannes (ex aequo ze Smakiem wiśni Abbasa Kiarostamiego). Rok później do kin trafił Doktor Akagi (1998).
W 2001 powstała komedia romantyczna o poszukiwaniu szczęścia pt. Ciepła woda pod czerwonym mostem. Był to ostatni samodzielny film Imamury. W 2002 reżyser brał jeszcze udział w międzynarodowej koprodukcji 11.09.01 i wyreżyserował ostatnią nowelę składającą się na ten obraz.

## Filmografia
- 1958: Skradzione pożądanie (Nusumareta yokujō, 盗まれた欲情)
- 1958: Bezkresne pożądanie (Hateshinaki yokubō, 果てしなき欲望)
- 1959: Pamiętnik Sueko (Nian-chan, にあんちゃん)
- 1961: Wieprze i okręty (Buta to gunkan, 豚と軍艦)
- 1963: Kobieta owad (Nippon konchū-ki, にっぽん昆虫記)
- 1964: Nieczyste pożądanie (Akai satsui, 赤い殺意)
- 1966: Pornograf (Erogotoshi-tachi yori: Jinrui-gaku nyūmon, エロ事師たちより　人類学入門) – wg powieści Akiyuki Nosakiego)
- 1967: Zniknął człowiek (Ningen jōhatsu, 人間蒸発)
- 1968: Głębokie pożądanie bogów (Kamigami-no fukaki yokubō, 神々の深き欲望)
- 1970: Historia powojennej Japonii opowiedziana przez barmankę (Nippon-sengo-shi – Madamu onboro-no seikatsu, にっぽん戦後史　マダムおんぼろの生活)
- 1975: Wojenne prostytutki (Karayuki-san, からゆきさん)
- 1979: Wyrok należy do nas (Fukushū-suru-wa ware-ni ari, 復讐するは我にあり)
- 1981: Co za radość (Ee ja nai ka, ええじゃないか)
- 1983: Ballada o Narayamie (Narayama bushiko, 楢山節考)
- 1987: Rajfur (Zegen, 女衒)
- 1989: Czarny deszcz (Kuroi ame, 黒い雨)
- 1997: Węgorz (Unagi, うなぎ)
- 1998: Doktor Akagi (Kanzō-sensei, カンゾー先生)
- 2001: Ciepła woda pod czerwonym mostem (Akai hashi-no shita-no nurui mizu, 赤い橋の下のぬるい水)
- 2002: 11.09.01 (11.9.01 September 11) – 11. segment pt. Japonia